# Pilier extérieur de Shöl à Lhassa

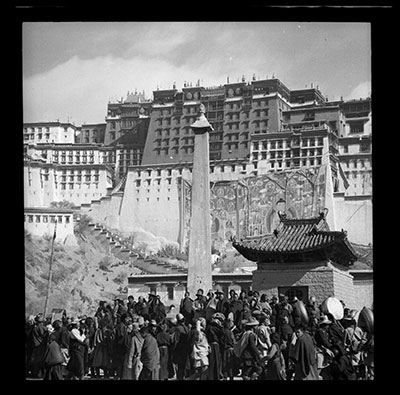
Le Potala orné de deux grands thangka bouddhistes, Koku pour la cérémonie du Tsomchö Sertreng avec le pilier de Shol au premier plan en 1949.

Le pilier extérieur ou doring chima (tibétain : རྡོ་རིང་ཕྱི་མ, Wylie : rdo ring phyi ma) de Shöl à Lhassa,, se dresse en avant de l'entrée sud du bourg de Shöl situé au pied du palais du Potala. Érigé par le roi Trisong Detsen aux environs de 764, il porte les inscriptions les plus anciennes en tibétain ancien connues à ce jour,,.

## Implantation
En 1982, Heinrich Harrer signale dans son ouvrage Retour au Tibet que le pilier de Shöl se dressait initialement devant le palais du Potala mais qu'il a été déplacé et qu'un mur dissimule les textes gravés présentant l'histoire du Tibet.
Le pilier se trouve aujourd'hui en bordure sud de la portion centrale de la route de Beijing, sur la place du Potala.

## Morphologie
Érigé sur une petite plateforme, le pilier fait 8 mètres de hauteur. De section carrée, il présente des inscriptions sur ses faces nord, est et sud.

## Inscription
Le monument commémore le général Takdra Lukong, bras droit de Trisong Detsen, louant son intelligence, sa fidélité et ses exploits lors des campagnes tibétaines contre la Chine, dont le point culminant fut la capture de la capitale Chang'an, aujourd'hui Xi'an, en 763. Les Tibétains installèrent temporairement un empereur, parent de la princesse Jincheng Gongzhu (Kim-sheng Kong Co), épouse chinoise du père de Trisong Detsen, Tridé Tsuktsen,.
« Le roi Trisong Detsen est un homme sage et profond. La qualité de ses conseillers est reconnue, et ce qu’il fait pour le royaume est parfaitement réussi. Il a conquis et tient en son pouvoir beaucoup de provinces et forteresses chinoises. L’empereur chinois, Hehu Ki Wang (Daizong) et ses ministres ont été terrifiés. Ils ont offert un tribut annuel perpétuel de 50 000 rouleaux de soie et la Chine a été obligée de s’en acquitter. »

## Le pilier intérieur
Au pilier extérieur fait écho le pilier intérieur ou doring nangma (tibétain : རྡོ་རིང་ནང་མ, Wylie : rdo ring nang ma), lequel se dresse dans le bourg de Shol, en dessous de l'escalier qui mène au Potala. S'il présente la même hauteur et la même morphologie que le pilier extérieur, en revanche il ne porte aucune inscription.

## Galerie

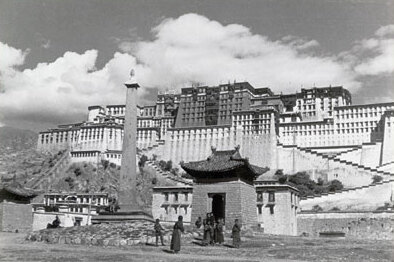
1936-1937
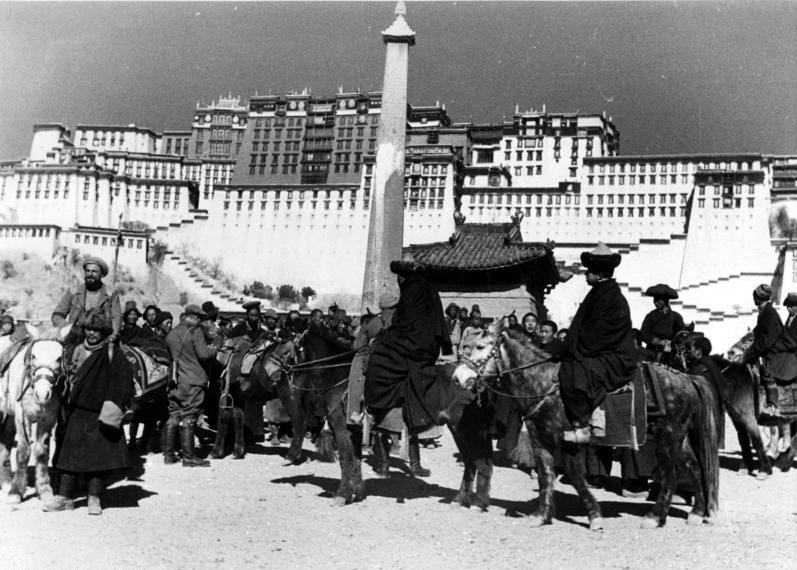
1938
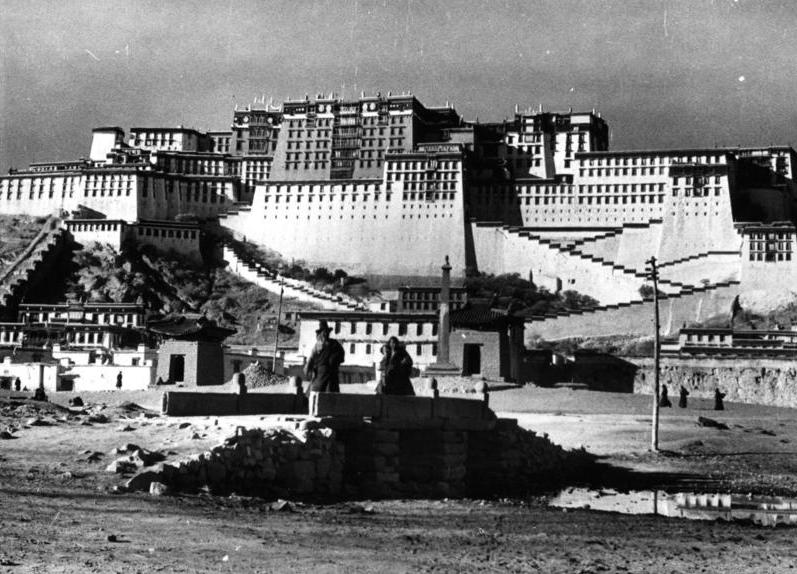
1938
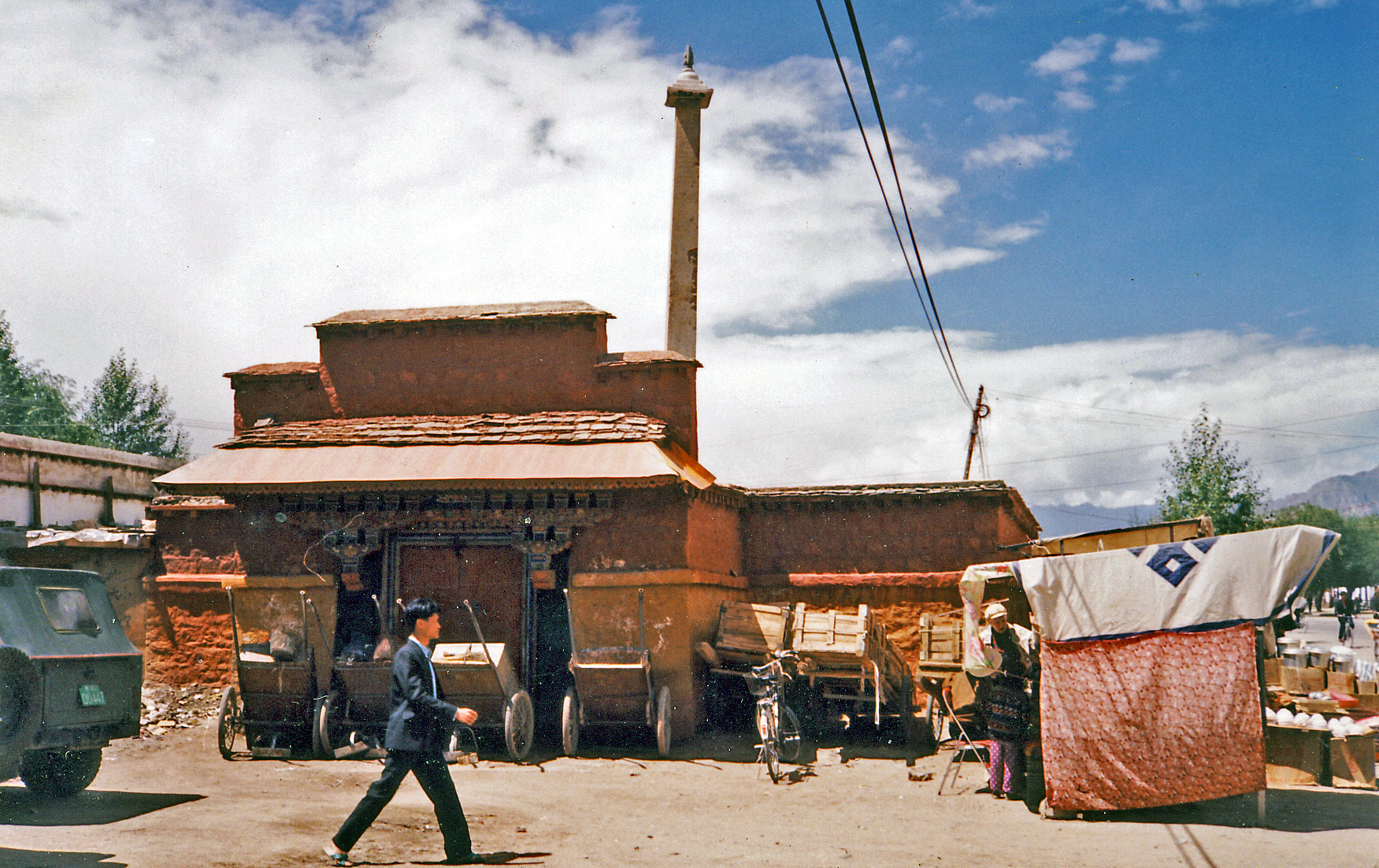
Le pilier extérieur ou doring chima de Shöl à Lhassa en 1993
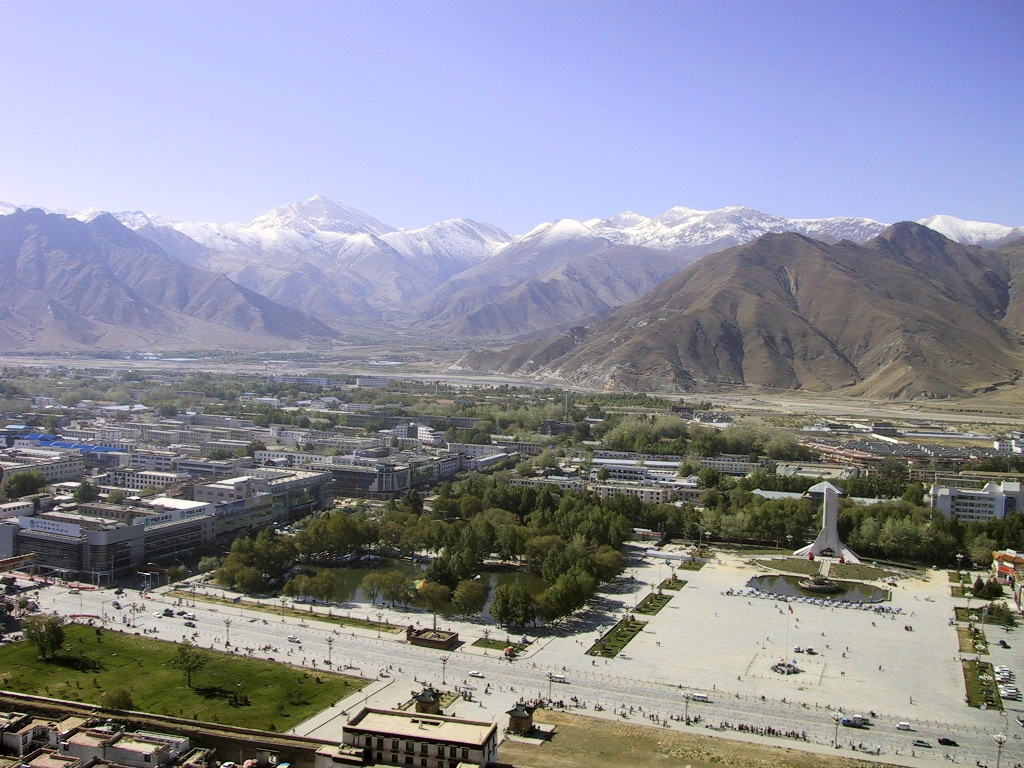
2004